# Zwarte Piet

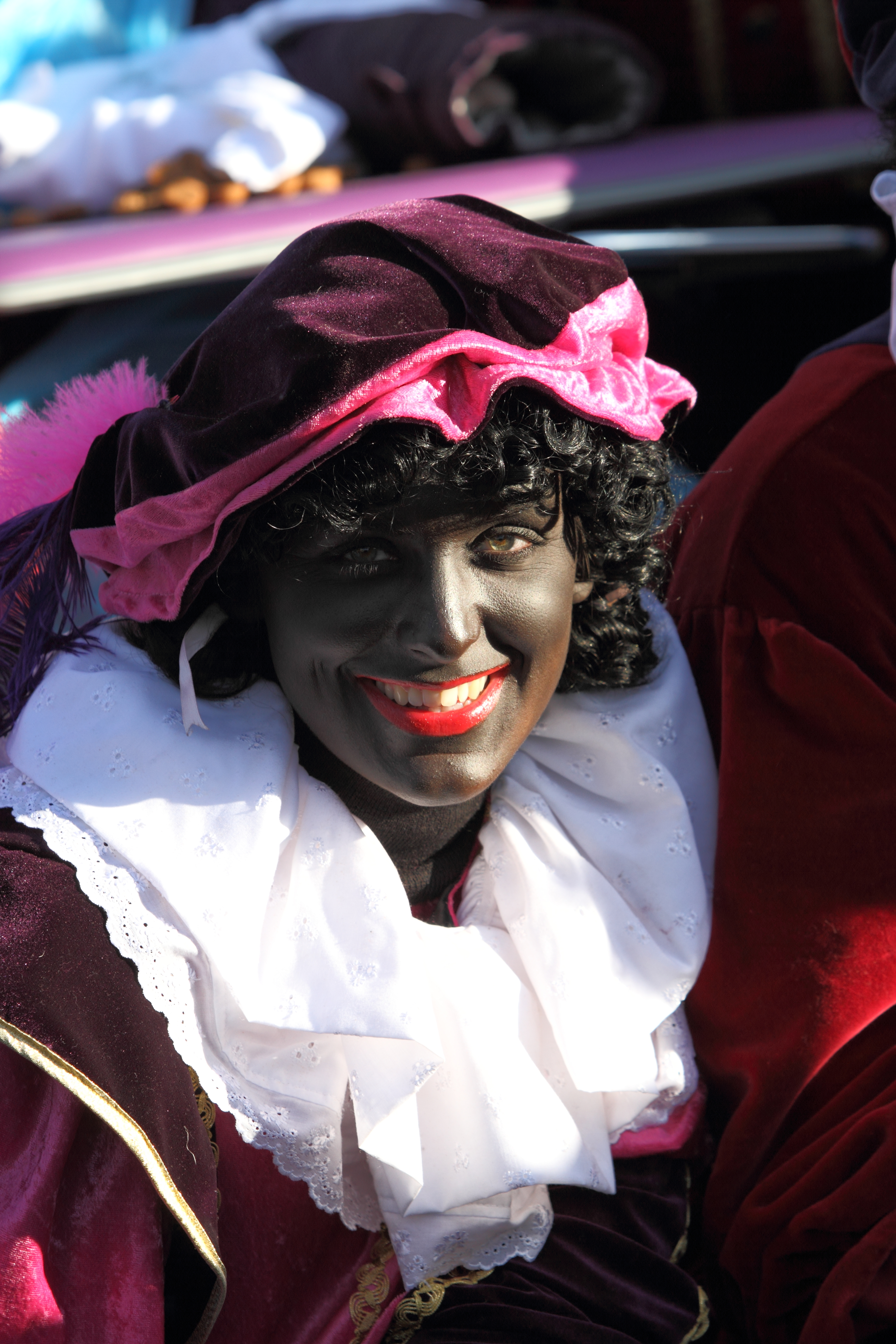
Representación del Zwarte Piet.

Zwarte Piet (traducible al español como «Pedro el Negro») es el paje que ayuda a San Nicolás a repartir regalos en la Fiesta de San Nicolás, celebrada en los Países Bajos y Bélgica. Cada año llega a las costas neerlandesas en el barco de vapor de Sinterklaas, procedente de España, y reparte juguetes a los niños que se han portado bien. Se trata de un paje de cara negra que va vestido con traje renacentista, pelo rizado, gorra con plumas, pendientes dorados y unos llamativos labios rojos.

## Historia
Su origen es muy dispar: en principio se inspira en un demonio que se dedicaba a secuestrar niños, derrotado por San Nicolás y convertido en su asistente. Por esta razón, se amenaza a los niños que se portan mal con que Zwarte Piet se los llevará en un saco rumbo a España. Otras fuentes apuntan a un simple siervo morisco, un antiguo esclavo etíope que vive con el santo porque éste compró su libertad, e incluso un deshollinador que tiene la cara manchada por deslizarse en las chimeneas. Su aspecto fue descrito por primera vez en 1850 por el profesor Jan Schenkman en el cuento Sint Nikolaas en zijn knecht (San Nicolás y su sirviente).
Desde la segunda mitad del siglo XX San Nicolás está acompañado por varios Pieten con su propia responsabilidad. Mientras el santo se comporta siempre con distinción y seriedad, los pajes son más traviesos y dan a los niños pepernoot (galletas de caramelo), kruidnoten (galletas de especias) y strooigoed (galletas con golosinas), entre otros dulces.

## Controversia
El personaje es objeto de cierta controversia entre algunos detractores que lo consideran racista, surgido en una época de imperio colonial, e incluso, supuestamente, usado como insulto. Por su parte, los defensores de Zwarte Pieten aseguran que es una antigua tradición infantil, sin ninguna connotación racista. En 2018, la televisión pública realizó un estudio en el que el 68% de los encuestados defendía mantener la figura tradicional del Zwarte Piet, frente al 28% que pedía modificarla.
En 2014 un representante del Alto Comisionado de Naciones Unidas para los Derechos Humanos había pedido al gobierno neerlandés que revisara el Zwarte Pieten en las cabalgatas de San Nicolás, porque podría suponer «una representación estereotipada del esclavo». Mientras en la mayoría de ciudades se ha mantenido el Zwarte Piet clásico, algunas ciudades, empresas y cadenas de televisión han hecho cambios como incluir personas de distintas razas con la cara manchada de hollín, en vez de pintada. La justicia neerlandesa falló en 2018 que el Zwarte Piet clásico no podía ser prohibido, alegando que era una tradición popular no exenta de debate.